# Quattro Giorni di Dunkerque 2023
La Quattro Giorni di Dunkerque 2023, sessantasettesima edizione della corsa, valevole come ventunesima prova dell'UCI ProSeries 2023 categoria 2.Pro, si svolse in sei tappe, dal 16 al 21 maggio 2023, su un percorso di 918,6 km, con partenza e arrivo a Dunkerque, nella regione dell'Alta Francia, in Francia. La vittoria fu appannaggio del francese Romain Grégoire, il quale completò il percorso in 21h14'08", alla media di 44,043 km/h, precedendo il danese Kasper Asgreen e l'olandese Cees Bol.

## Tappe
| Tappa  | Data      | Percorso                                          | km    | Vincitore di tappa | Leader cl. generale |
| ------ | --------- | ------------------------------------------------- | ----- | ------------------ | ------------------- |
| 1ª     | 16 maggio | Dunkerque > Abbeville                             | 196,6 | Olav Kooij         | Olav Kooij          |
| 2ª     | 17 maggio | Compiègne > Laon                                  | 162   | Romain Grégoire    | Samuel Leroux       |
| 3ª     | 18 maggio | Saint-Quentin > Saint-Quentin (cron. individuale) | 15,9  | Benjamin Thomas    | Benjamin Thomas     |
| 4ª     | 19 maggio | Maubeuge > Achicourt                              | 173,8 | Olav Kooij         | Kasper Asgreen      |
| 5ª     | 20 maggio | Roubaix > Cassel                                  | 187,7 | Per Strand Hagenes | Romain Grégoire     |
| 6ª     | 21 maggio | Avion > Dunkerque                                 | 182,6 | Tim Merlier        | Romain Grégoire     |
| Totale | Totale    | Totale                                            | 918,6 |                    |                     |

## Dettagli delle tappe

### 1ª tappa
- 16 maggio: Dunkerque > Abbeville – 196,6 km

Risultati
| Pos. | Corridore     | Squadra  | Tempo   |
| ---- | ------------- | -------- | ------- |
| 1    | Olav Kooij    | Jumbo    | 4h31'38 |
| 2    | Max Walscheid | Cofidis  | s.t.    |
| 3    | Paul Penhoët  | Groupama | s.t.    |

| Pos. | Corridore     | Squadra  | Tempo   |
| ---- | ------------- | -------- | ------- |
| 1    | Olav Kooij    | Jumbo    | 4h31'28 |
| 2    | Max Walscheid | Cofidis  | a 4"    |
| 3    | Paul Penhoët  | Groupama | a 6"    |

### 2ª tappa
- 17 maggio: Compiègne > Laon – 162 km

Risultati
| Pos. | Corridore        | Squadra  | Tempo    |
| ---- | ---------------- | -------- | -------- |
| 1    | Romain Grégoire  | Groupama | 3h59'05" |
| 2    | Ethan Vernon     | Soudal   | s.t.     |
| 3    | Benoît Cosnefroy | AG2R     | s.t.     |

| Pos. | Corridore       | Squadra   | Tempo    |
| ---- | --------------- | --------- | -------- |
| 1    | Samuel Leroux   | Van Rysel | 8h30'32" |
| 2    | Olav Kooij      | Jumbo     | a 1"     |
| 3    | Romain Grégoire | Groupama  | s.t.     |

### 3ª tappa
- 18 maggio: Saint-Quentin > Saint-Quentin - Cronometro individuale – 15,9 km

Risultati
| Pos. | Corridore       | Squadra | Tempo  |
| ---- | --------------- | ------- | ------ |
| 1    | Benjamin Thomas | Cofidis | 19'21" |
| 2    | Niklas Larsen   | Uno-X   | a 9"   |
| 3    | Kasper Asgreen  | Soudal  | a 14"  |

| Pos. | Corridore       | Squadra | Tempo    |
| ---- | --------------- | ------- | -------- |
| 1    | Benjamin Thomas | Cofidis | 8h50'04" |
| 2    | Kasper Asgreen  | Soudal  | a 14"    |
| 3    | Ethan Vernon    | Soudal  | a 20"    |

### 4ª tappa
- 19 maggio: Maubeuge > Achicourt – 173,8 km

Risultati
| Pos. | Corridore       | Squadra     | Tempo    |
| ---- | --------------- | ----------- | -------- |
| 1    | Olav Kooij      | Jumbo       | 3h44'42" |
| 2    | Gerben Thijssen | Intermarché | s.t.     |
| 3    | Milan Fretin    | Flanders    | s.t.     |

| Pos. | Corridore      | Squadra | Tempo     |
| ---- | -------------- | ------- | --------- |
| 1    | Kasper Asgreen | Soudal  | 12h35'00" |
| 2    | Ethan Vernon   | Soudal  | a 6"      |
| 3    | Olav Kooij     | Jumbo   | a 7"      |

### 5ª tappa
- 20 maggio: Roubaix > Cassel – 187,7 km

Risultati
| Pos. | Corridore          | Squadra  | Tempo    |
| ---- | ------------------ | -------- | -------- |
| 1    | Per Strand Hagenes | Jumbo    | 4h42'29" |
| 2    | Romain Grégoire    | Groupama | s.t.     |
| 3    | Alexis Renard      | Cofidis  | a 5"     |

| Pos. | Corridore       | Squadra  | Tempo     |
| ---- | --------------- | -------- | --------- |
| 1    | Romain Grégoire | Groupama | 17h17'30" |
| 2    | Kasper Asgreen  | Soudal   | a 13"     |
| 3    | Olav Kooij      | Jumbo    | a 17"     |

### 6ª tappa
- 21 maggio: Avion > Dunkerque – 182,6 km

Risultati
| Pos. | Corridore     | Squadra | Tempo    |
| ---- | ------------- | ------- | -------- |
| 1    | Tim Merlier   | Soudal  | 3h56'38" |
| 2    | Erlend Blikra | Uno-X   | s.t.     |
| 3    | Cees Bol      | Astana  | s.t.     |

| Pos. | Corridore       | Squadra  | Tempo     |
| ---- | --------------- | -------- | --------- |
| 1    | Romain Grégoire | Groupama | 21h14'08" |
| 2    | Kasper Asgreen  | Soudal   | a 13"     |
| 3    | Cees Bol        | Astana   | a 15"     |

## Evoluzione delle classifiche
| Tappa              | Vincitore          | Classifica generale Maglia rosa | Classifica a punti Maglia verde | Classifica scalatori Maglia a pois | Classifica giovani Maglia bianca | Classifica a squadre |
| ------------------ | ------------------ | ------------------------------- | ------------------------------- | ---------------------------------- | -------------------------------- | -------------------- |
| 1ª                 | Olav Kooij         | Olav Kooij                      | Olav Kooij                      | Alex Colman                        | Olav Kooij                       | Groupama-FDJ         |
| 2ª                 | Romain Grégoire    | Samuel Leroux                   | Olav Kooij                      | Tuur Dens                          | Olav Kooij                       | Groupama-FDJ         |
| 3ª                 | Benjamin Thomas    | Benjamin Thomas                 | Benjamin Thomas                 | Tuur Dens                          | Ethan Vernon                     | Soudal Quick-Step    |
| 4ª                 | Olav Kooij         | Kasper Asgreen                  | Olav Kooij                      | Alex Colman                        | Ethan Vernon                     | Soudal Quick-Step    |
| 5ª                 | Per Strand Hagenes | Romain Grégoire                 | Olav Kooij                      | Alex Colman                        | Romain Grégoire                  | Jumbo-Visma          |
| 6ª                 | Tim Merlier        | Romain Grégoire                 | Olav Kooij                      | Alex Colman                        | Romain Grégoire                  | Jumbo-Visma          |
| Classifiche finali | Classifiche finali | Romain Grégoire                 | Olav Kooij                      | Alex Colman                        | Romain Grégoire                  | Jumbo-Visma          |

Maglie indossate da altri ciclisti in caso di due o più maglie vinte
- Nella 2ª tappa Max Walscheid ha indossato la maglia verde al posto di Olav Kooij e Paul Penhoët ha indossato quella bianca al posto di Olav Kooij.
- Nella 3ª tappa Romain Grégoire ha indossato la maglia bianca al posto di Olav Kooij.
- Nella 4ª tappa Romain Grégoire ha indossato la maglia verde al posto di Benjamin Thomas.
- Nella 6ª tappa Ethan Vernon ha indossato la maglia bianca al posto di Romain Grégoire.

## Classifiche finali

### Classifica generale - Maglia rosa
| Pos. | Corridore         | Squadra       | Tempo     |
| ---- | ----------------- | ------------- | --------- |
| 1    | Romain Grégoire   | Groupama      | 21h14'08" |
| 2    | Kasper Asgreen    | Soudal        | a 13"     |
| 3    | Cees Bol          | Astana        | a 15"     |
| 4    | Olav Kooij        | Jumbo         | a 17"     |
| 5    | Brent Van Moer    | Lotto         | a 20"     |
| 6    | Ethan Vernon      | Soudal        | a 24"     |
| 7    | Alexis Renard     | Cofidis       | a 27"     |
| 8    | Peter Sagan       | TotalEnergies | a 36"     |
| 9    | P. Strand Hagenes | Jumbo         | s.t.      |
| 10   | Samuel Watson     | Groupama      | a 39"     |

### Classifica a punti - Maglia verde
| Pos. | Corridore       | Squadra  | Punti |
| ---- | --------------- | -------- | ----- |
| 1    | Olav Kooij      | Jumbo    | 41    |
| 2    | Romain Grégoire | Groupama | 28    |
| 3    | Benjamin Thomas | Cofidis  | 25    |
| 4    | Tim Merlier     | Soudal   | 25    |
| 5    | Erlend Blikra   | Uno-X    | 22    |

### Classifica scalatori - Maglia a pois
| Pos. | Corridore       | Squadra    | Punti |
| ---- | --------------- | ---------- | ----- |
| 1    | Alex Colman     | Flanders   | 39    |
| 2    | Kenny Molly     | Van Rysel  | 23    |
| 3    | Tuur Dens       | Flanders   | 15    |
| 4    | Ceriel Desal    | Bingoal WB | 13    |
| 5    | Mathis Le Berre | Arkéa      | 7     |

### Classifica giovani - Maglia bianca
| Pos. | Corridore         | Squadra  | Tempo     |
| ---- | ----------------- | -------- | --------- |
| 1    | Romain Grégoire   | Groupama | 21h14'08" |
| 2    | Olav Kooij        | Jumbo    | a 17"     |
| 3    | Ethan Vernon      | Soudal   | a 24"     |
| 4    | Alexis Renard     | Cofidis  | a 27"     |
| 5    | P. Strand Hagenes | Jumbo    | a 36"     |

### Classifica a squadre
| Pos. | Squadra           | Tempo     |
| ---- | ----------------- | --------- |
| 1    | Jumbo-Visma       | 63h44'41" |
| 2    | Lotto Dstny       | s.t.      |
| 3    | Soudal Quick-Step | a 1"      |
| 4    | Groupama-FDJ      | a 25"     |
| 5    | AG2R Citroën Team | a 1'14"   |